# Béléné (ville)
Pour les articles homonymes, voir Béléné.
Béléné (en bulgare Белене) est une ville située dans le nord de la Bulgarie, sur la rive droite du Danube.
Béléné a été proclamée ville en 1964, ce qui est célébré tous les ans la première semaine de septembre avec un marché et des événements culturels.
La ville est également connue pour le camp de concentration de Béléné, implanté sur l'île de Béléné.
Le projet de centrale nucléaire de Béléné a été en chantier pendant 25 ans à 7 km à l'est de la ville, puis abandonné.
Les habitants croyants sont des chrétiens principalement d'obédience orthodoxe et catholique. La ville compte deux églises catholiques (une construite en 1860 et une construite en 1874) et une orthodoxe (construite en 1893).

## Jumelage
La ville de Béléné est jumelée avec :
- Vigonza (Italie)
- Belleville-sur-Loire (France)
- Hajdúsámson (Hongrie)
- Devrek (Turquie)
- Lázně Bělohrad (Tchéquie)
- Popești-Leordeni (Roumanie)
- Obninsk (Russie)